# Sollasella cervicornis
Sollasella cervicornis är en svampdjursart som först beskrevs av Burton 1959.  Sollasella cervicornis ingår i släktet Sollasella och familjen Sollasellidae.
Artens utbredningsområde är Oman. Inga underarter finns listade i Catalogue of Life.